# Judy Sullivan
Judy Shanaberger Sullivan (1943) es una ingeniera biomédica estadounidense que trabajó para la NASA durante las misiones Apolo 11, Apolo 10, Apolo 9, Apolo 8 y Gemini 12. Para las misiones Apolo 9 y Apolo 11, fue ingeniera biomédica líder. Fue la única mujer en su departamento y una de las pocas mujeres que trabajaban para la NASA en un puesto técnico en esa época. Fue la primera mujer ingeniera contratada por la NASA para las pruebas de naves espaciales.

## Educación y carrera temprana
Sullivan (entonces Shanaberger) asistió a la Universidad Estatal de Jacksonville en Alabama, habiendo sido la mejor estudiante de su clase de secundaria, también en Alabama. Se licenció en biología y se especializó en química y matemáticas. Decidió que quería estudiar matemáticas y ciencias después de escuchar un discurso del presidente John F. Kennedy en el que alentó a más escolares a estudiar ingeniería, ciencias y matemáticas. Sullivan se graduó en el segundo lugar de su clase en la universidad. Manifestó que hubiera preferido estudiar, pero no tenía el dinero. Después de graduarse de la universidad, comenzó su carrera como profesora de matemáticas y ciencias en la escuela secundaria en Cocoa Beach, Florida.

## Carrera en la NASA
Sullivan primero solicitó un trabajo de verano en la NASA. Fue contratada en la NASA en 1966 como la primera mujer ingeniera en Operaciones de Naves Espaciales. En la década de 1960, el 17 % del personal de la NASA eran mujeres, y la mayoría de esas mujeres eran secretarias. Fue la ingeniera biomédica líder de la misión Apolo 11 y la única mujer que ayudó a Neil Armstrong en el laboratorio de trajes antes del lanzamiento. Sullivan estuvo en la sala de control para el lanzamiento de 1969, controlando los sistemas biomédicos; aunque no pudo ver el lanzamiento, Sobre el acontecimiento comentó «Mi asiento retumbaba y sabías que algo poderoso estaba sucediendo».
Como ingeniera biomédica, fue la responsable del mantenimiento de los dispositivos de telemetría médica que eran usados por los astronautas y de supervisar la telemetría de esos instrumentos antes y durante el proceso de lanzamiento. Debió verificar el funcionamiento de los instrumentos de telemetría médica poco después de que fueran conectados a los astronautas durante el proceso adaptación y de vestimenta. Más adelante en el vuelo, la responsabilidad de esa telemetría se trasladó al centro de Houston.

Sullivan fue citada en una noticia de la época diciendo:
Los astronautas llevan nuestros sensores adheridos a sus cuerpos durante las principales pruebas de las naves espaciales y durante el vuelo. Estos sensores controlan los latidos de su corazón, realizan electrocardiogramas y controlan la frecuencia y la profundidad de la respiración.

 Durante las pruebas de la nave espacial y los lanzamientos en vivo en el KSC, un médico residente y yo, como ingeniero biomédico, nos sentamos en las consolas y supervisamos los datos biomédicos provenientes de la nave.
El médico evalúa el estado físico del tripulante, y yo, el funcionamiento del sistema biomédico.

Sullivan señaló que la suya era la única voz femenina en los canales de voz, por lo que si cometía algún error, todos sabrían quién era el responsable, mientras que una voz masculina podría no ser reconocida.
Sullivan no tenía un título en ingeniería, pero la política de la NASA en ese momento le permitía ser clasificada según su expediente universitario. Graduarse entre el 20 % de los mejores de su clase con un programa con mucho contenido en matemáticas permitió un título de trabajo de "Ingeniero". 

## Vida posterior
Después del Apolo 11, se mudó a Ithaca, Nueva York, con su esposo Marshall Sullivan y enseñó en la escuela secundaria mientras su esposo estudiaba en Cornell. Más tarde, la pareja se mudó con su familia a Pensilvania, donde ella trabajó como maestra y tecnóloga de alimentos para Kraft. Sullivan está orgullosa de sus logros con la NASA y continúa animando a las jóvenes a dedicarse a los campos de la ciencia, las matemáticas y la ingeniería.
El 19 de julio de 2019, Our Daily Planet declaró a Sullivan como la «Héroina de la semana» por su papel en la NASA y por alentar a las mujeres jóvenes a seguir carreras en tecnología y ciencia.

## Vida personal
Mientras se entrenaba para la NASA en San Luis (Misuri) conoció a Marshall Sullivan, y ambos comenzaron a salir. Unos meses más tarde lo trasladaron a Florida y se casaron. Después de la misión Apolo 11, él ingresó en un programa de MBA en la Universidad de Cornell en Ithaca, Nueva York. Ella retomó la enseñanza. Más tarde se mudaron al área de Lehigh Valley en Pensilvania, donde formaron una familia. 

## Carrera de actuación
Sullivan fue respetada en la NASA por su trabajo con la nave espacial Apolo 11, pero después de esa misión se separaron. Después de la NASA, su único hijo se mudó y ella comenzó a experimentar el síndrome del nido vacío. Sullivan exploró el mundo del modelaje, reuniéndose con Philadelphia Casting Company, pero decidió no seguir su carrera después de filmar un comercial. Tuvo el primer papel protagonista en una película sobre un soldado en Vietnam que encuentra el diario de un médico. 